# Carl Friedrich Zelter

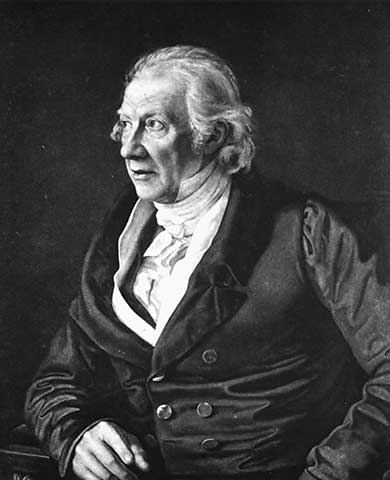
Carl Friedrich Zelter

Carl Friedrich Zelter (Berlijn, 11 november 1758 – aldaar, 15 mei 1832) was een componist, muziekleraar en dirigent uit Duitsland.
Zelter was van beroep een metselaar en werkte, totdat hij zich in 1815 geheel aan de muziek ging wijden, in de firma van zijn vader. Hij was een leerling van Schulz en Fasch.
Zelf gaf hij les aan:
- Johann Carl Gottfried Loewe
- Otto Nicolai
- Felix Mendelssohn
- Fanny Hensel
- Giacomo Meyerbeer

Hij volgde Fasch in 1800 als dirigent van de Berlijnse Singakademie op en richtte in 1809 de Berliner Liedertafel op. Dat was in hetzelfde jaar dat hij tot professor van de academie werd benoemd. Hij begon in die tijd een briefwisseling met Goethe en zette een groot aantal van zijn gedichten op muziek.
Een van zijn leerlingen was Felix Mendelssohn. Zelter had zich ingezet om de Matthäus Passion van Johann Sebastian Bach uit te kunnen voeren, maar moest dat toch aan Mendelssohn overlaten. De uitvoering kwam er in 1829. Zelter heeft desalniettemin veel gedaan om de belangstelling voor de muziek van Bach te doen herleven.
Hij is in zijn geboortestad overleden.
1. ↑  (en)  Library of Congress. Felix Mendelssohn: Reviving the Works of J.S. Bach. Gearchiveerd op 17 april 2023.

- Bibsys: 1025346
- Bibliothèque nationale de France: cb139014087 (data)
- CiNii: DA02018379
- Gemeinsame Normdatei: 118636421
- International Standard Name Identifier: 0000 0001 1932 9429
- Library of Congress Control Number: n82208007
- Nationale Bibliotheek van Letland: 000037700
- MusicBrainz: 86a3cf3a-ce86-4933-8a71-36cad3afdc40
- Nationale Bibliotheek van Tsjechië: xx0032023
- Nationale Bibliotheek van Israël: 987007270125905171
- Nationale Bibliotheek van Polen: a0000001263064
- Nederlandse Thesaurus van Auteursnamen: 074891723
- Réseau des bibliothèques de Suisse occidentale: 02-A003997387
- Istituto Centrale per il Catalogo Unico: UFIV053430
- LIBRIS: 214172
- SNAC: w6m90hxt
- Système universitaire de documentation: 033087911
- Virtual International Authority File: 24686498
- WorldCat: E39PBJwdgdqkKPqWbyd3v7KKh3